# M6 톨

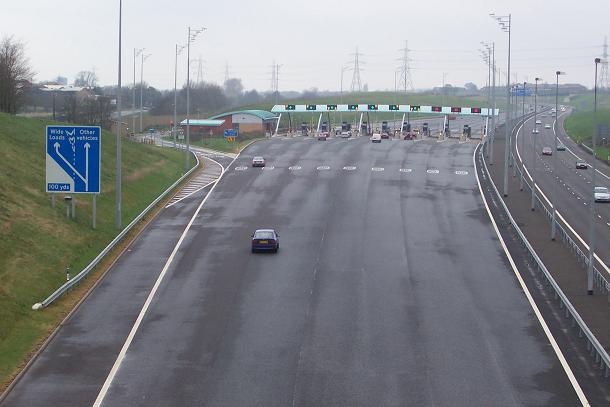
M6 톨 모터웨이의 Great Wyrley 요금소

M6 톨 모터웨이(M6 Toll motorway)는 영국의 고속도로 M6 모터웨이의 보조 노선이자 유료 도로이다. Birmingham North Relief Road (BNRR) 라고도 부른다. M6 모터웨이의 3A - Coleshill 분기점에서부터 시작되어 11A - Wolverhampton 분기점에 이르는 총연장 27 마일 (43 km)의 6차선 고속도로이다.
통행 요금은 2012년 기준으로 일반 자동차는 £5.50, HGV는 £11.00이다. 유럽고속도로 05호선의 일부에 속해있다.

## 같이 보기
- 모터웨이
- M6 모터웨이